# Jeep Grand Cherokee
De Jeep Grand Cherokee is een sports utility vehicle (SUV) van het Amerikaanse automerk Jeep. Sinds de start van de productie in 1993 zijn er van de Grand Cherokee al vijf generaties op de markt gekomen. De productie staat wereldwijd onder leiding van Chrysler, behalve in Europa waar het onder leiding staat van Magna Steyr.

## Laatste editie
Bij de vierde generatie van de Jeep Grand Cherokee werd zowel het interieur als het design vernieuwd. Op technisch gebied heeft hij in vergelijk met zijn voorgangers ook veel progressie geboekt. De nieuwe Jeep Grand Cherokee beschikt namelijk over een achttrapsautomaat en zijn alle blokken voorzien van extra kracht. Voor de kleinste motor van dit type beschikt de motor over een vermogen van 250 pk. Het koppel bedraagt 570 Nm. De prijs van het nieuwe model van de Jeep Grand Cherokee ligt rond de 65.000 euro maar kan oplopen tot 155.000 euro door allerlei toevoegbare opties.
In de zomer van 2015 kwam de zogenaamde "Trackhawk"-uitvoering uit voor de Jeep, waarbij de Jeep Grand Cherokee is voorzien van een sportief bumpersetje en de Supercharged Hemi 6,2 V8, die 717 pk levert, waarmee de Jeep Grand Cherokee een 0-100km/h-sprint kan afleggen in 3,7 seconde. De topsnelheid van de Trackhawk-uitvoering bedraagt ongeveer 290 km/h.

## Afbeeldingen

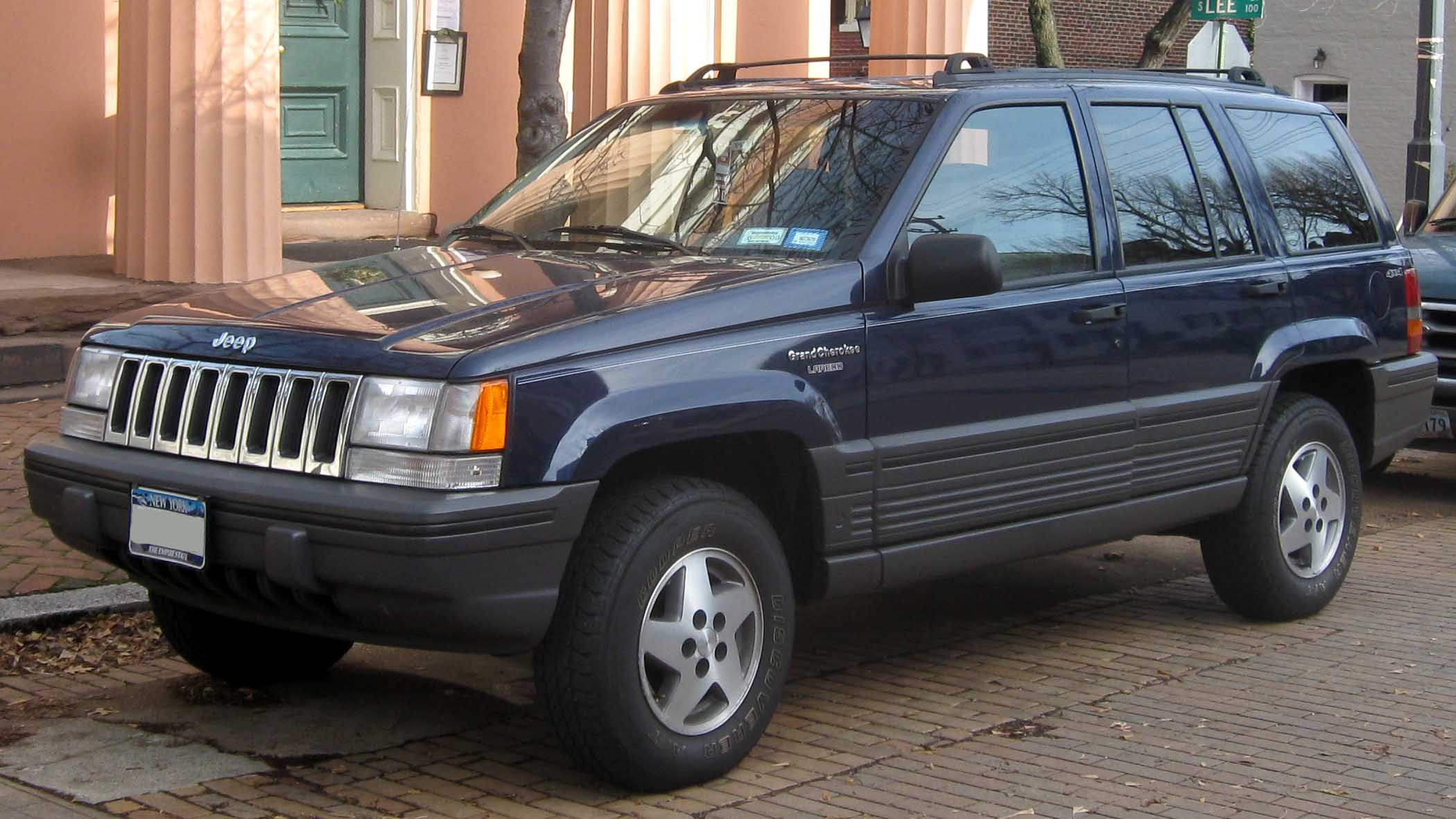
ZJ (eerste generatie) (1993-1998)
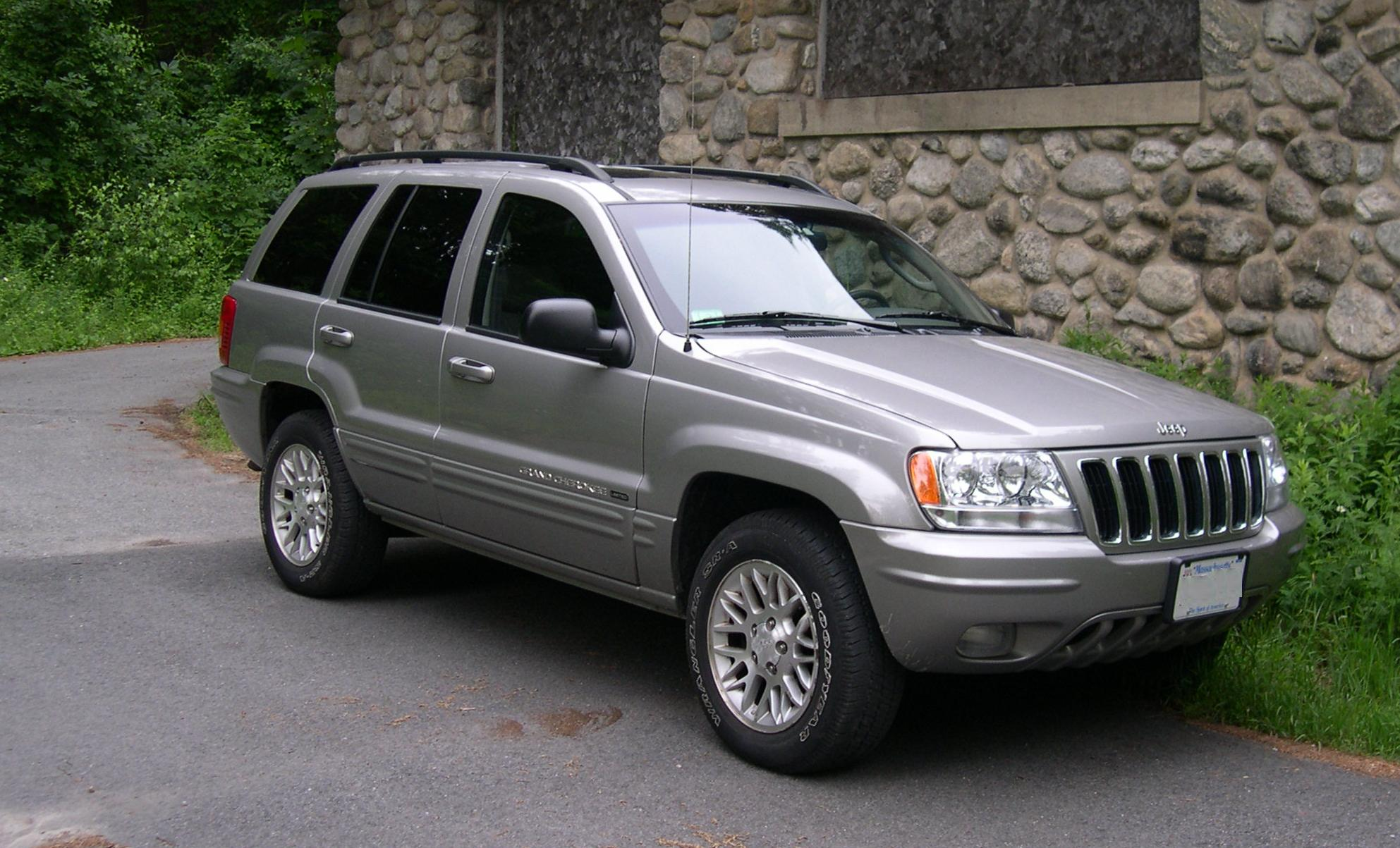
WJ (tweede generatie) (1999-2004)
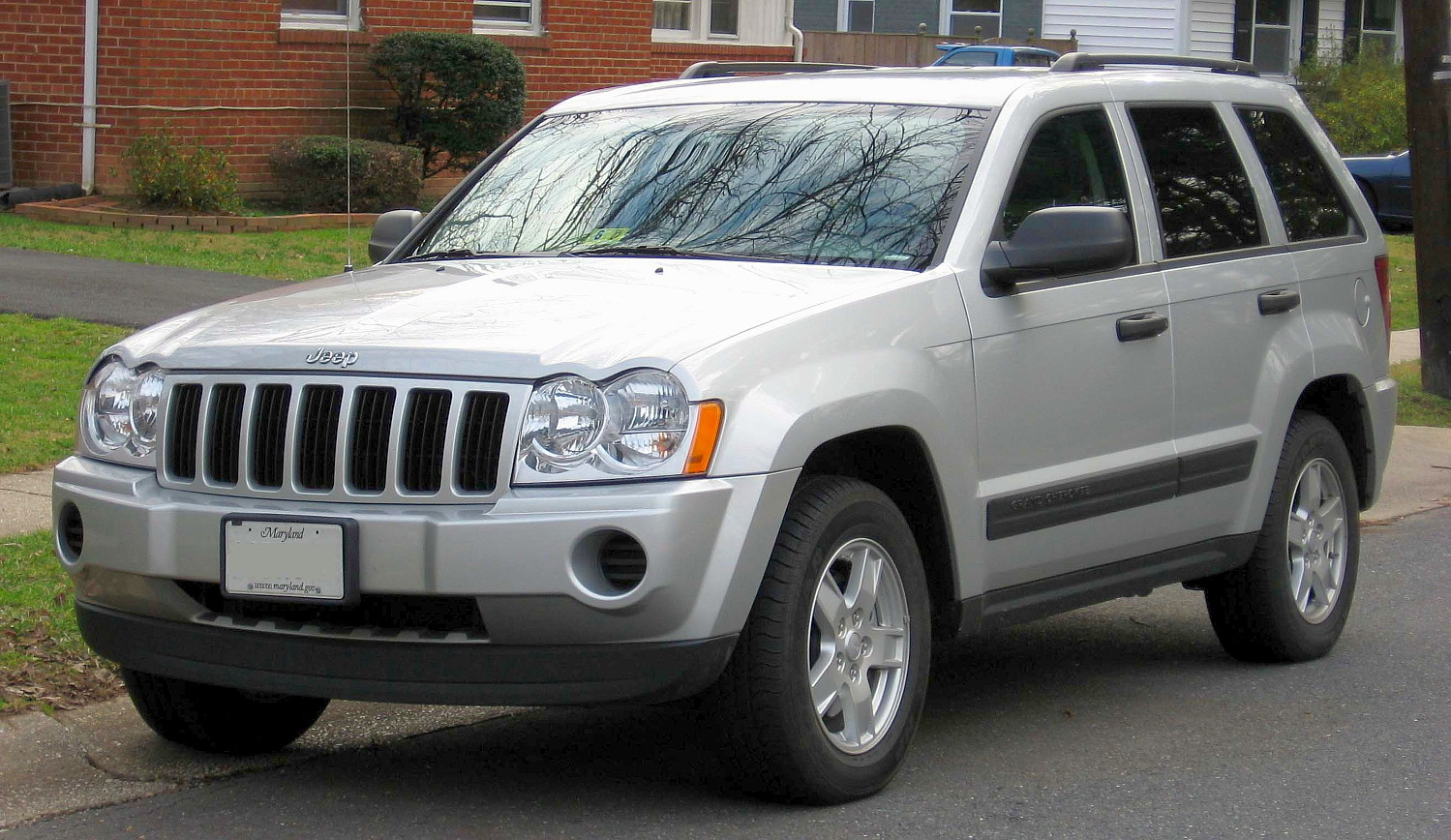
WK (derde generatie) (2005-2010)
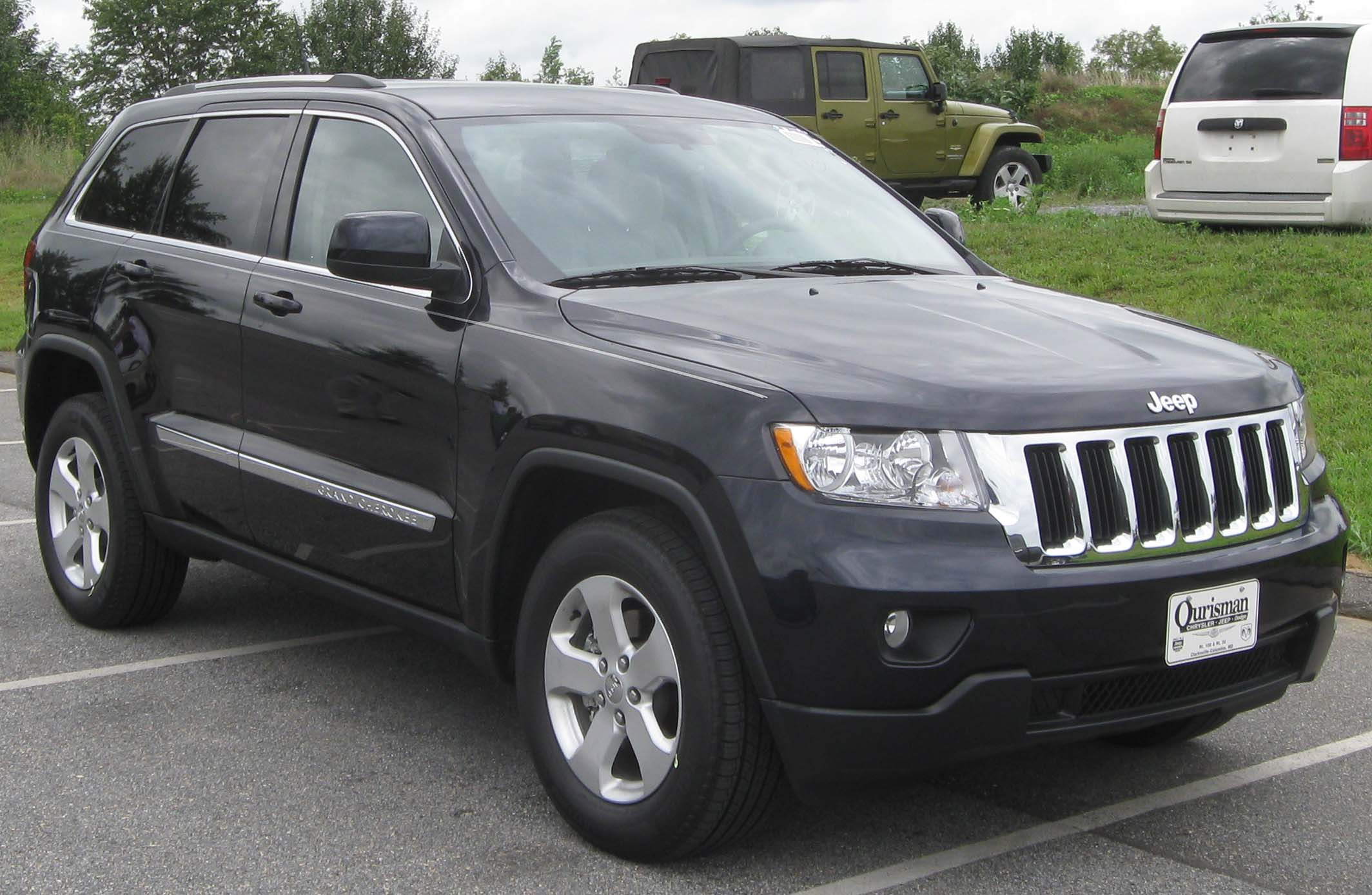
WK2 (vierde generatie) (2011-2021)
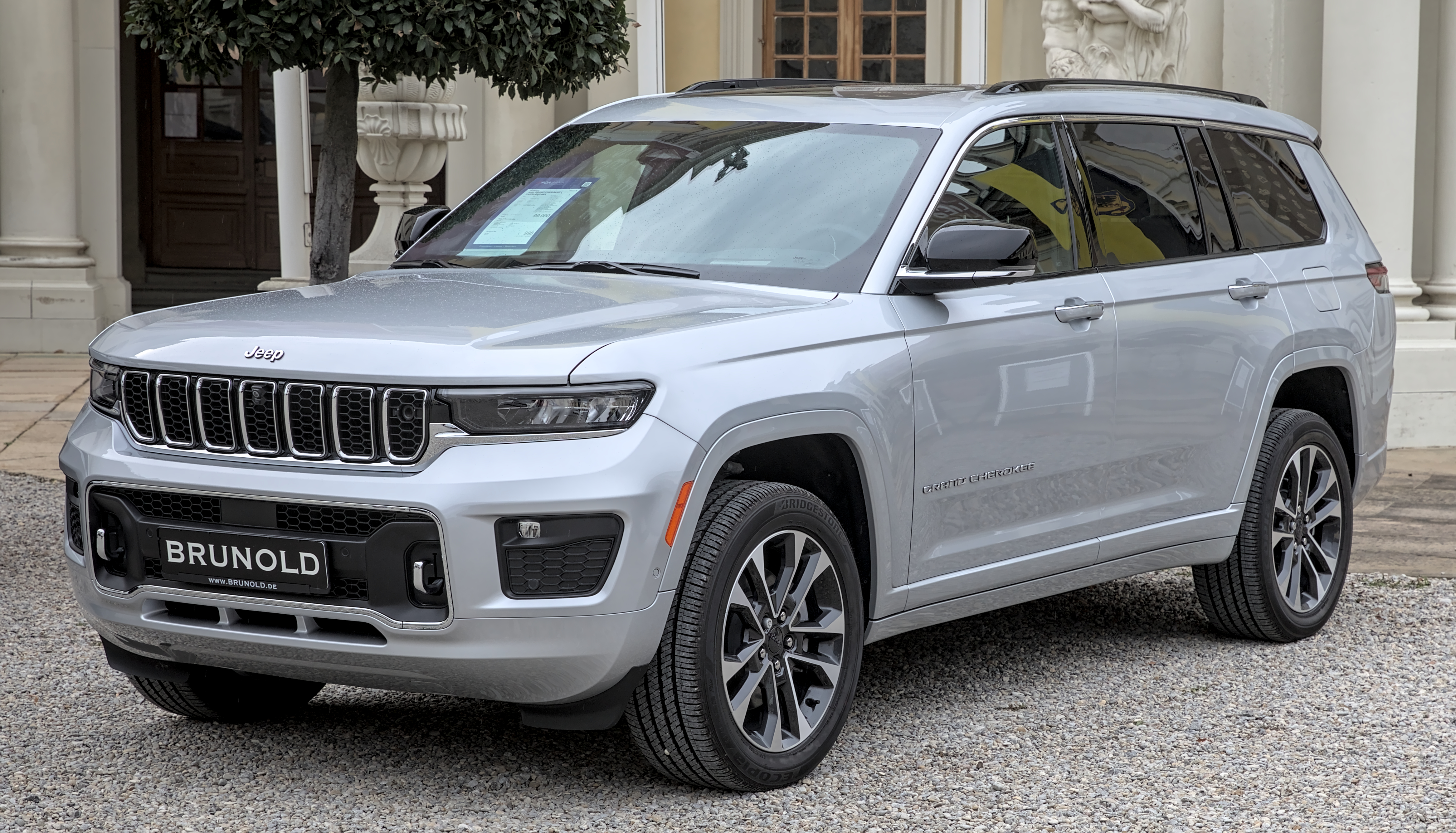
WL (vijfde generatie) (2021-heden)